# Bilz y Pap

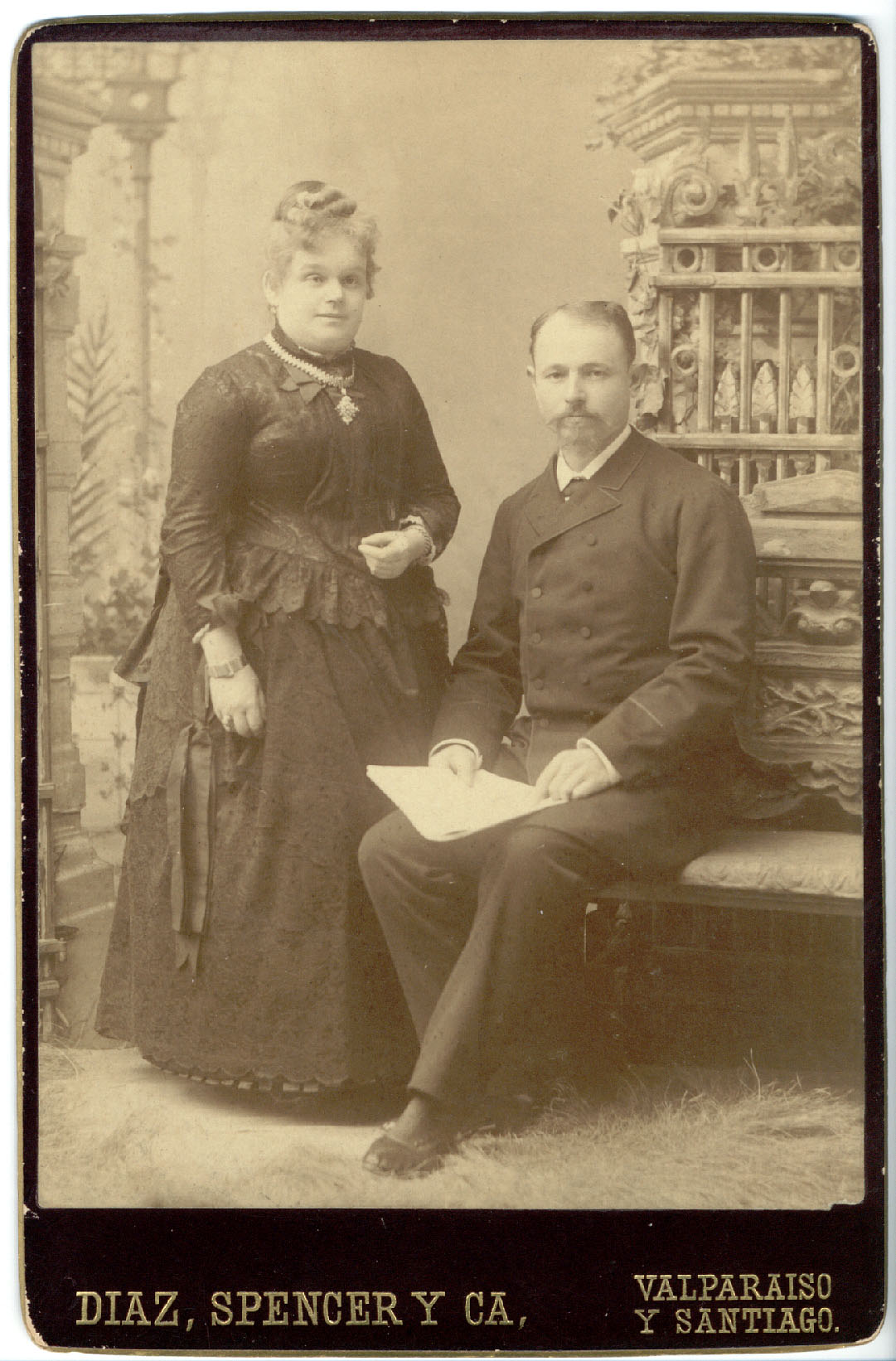
Andres Ebner Anzenhofer (1850–1905) und Caroline Bielefeld Kaiser (1851–1925)

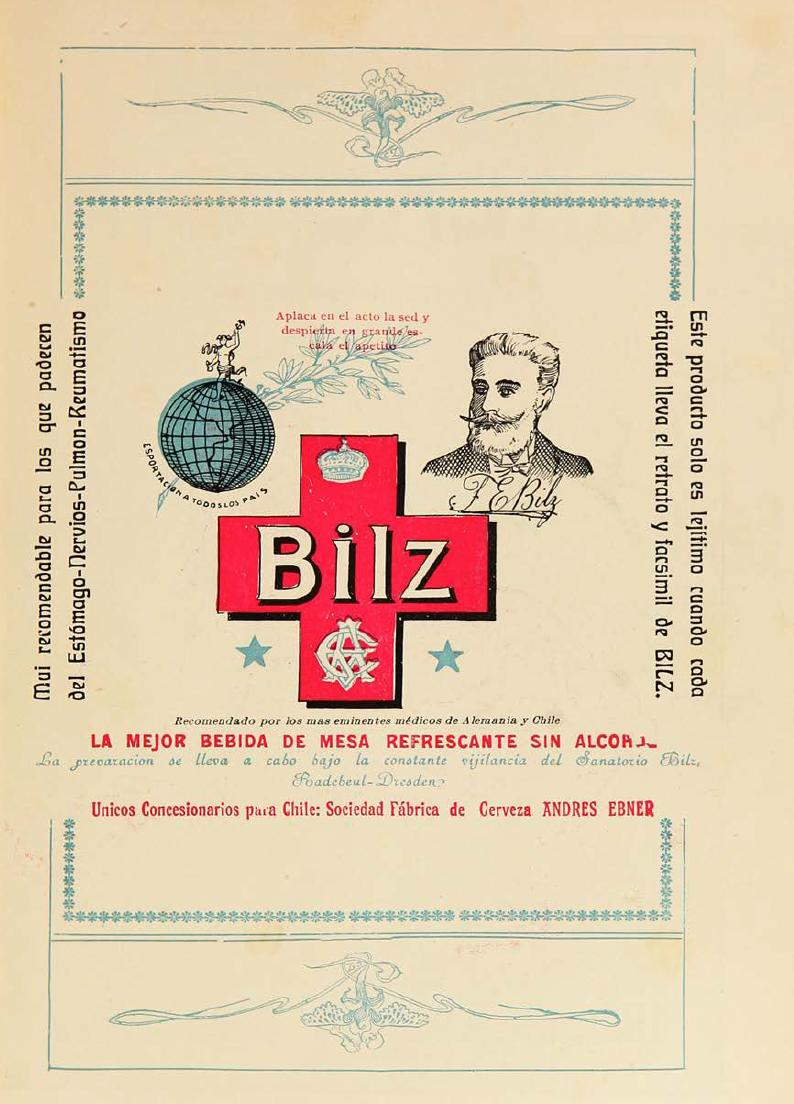
Werbeanzeige in der chilenischen Corre Vuela für die einheimische Brause Bilz (1908); darauf ein Bildnis von F. E. Bilz

Bilz und Pap heißen die beiden populärsten und am besten verkauften inländischen, kohlensäurehaltigen und alkoholfreien Limonaden in Chile. Bilz y Pap wird als kombinierter Marketingname dieser beiden Getränke verwendet.
Der um 1870 nach Chile ausgewanderte Bayer Andrés (Andreas) Ebner Anzenhofer (1850–1905) brachte aufgrund des internationalen Erfolgs von Friedrich Eduard Bilz’ Naturheilkunde 1902 in Chile mit seiner Cervecería Ebner ein ungenehmigtes Nachahmerprodukt der Bilz-Brause auf den Markt, eine rote Limonade mit Erdbeergeschmack namens Bilz, die nicht auf dem Originalrezept basierte.
Während der lippische Kaufmann und Getränkefachmann Franz Hartmann, der in Deutschland die Bilz-Brause produzierte, bereits 1905 wegen der vielen Nachahmer den neuen Namen Sinalco entwickelte, blieb Ebner bei dem Namen Bilz. Im gleichen Jahr 1905 starb Ebner an Krebs und seine Cervecería wurde von seinem Sohn weitergeführt. 1907 hängte sich Ebner an die spätere chilenische Compañía de Cervecerías Unidas (CCU) an, den damals größten chilenischen Flaschenabfüller, 1916 wurde seine Firma komplett übernommen und die Produktion fortgesetzt.
Pap, die ursprünglich Papaya Rex Imitation hieß, wurde 1927 auf den Markt gebracht, sie hat einen Papayageschmack. Bilz hat inzwischen einen künstlich hergestellten Geschmack.
Ab 1970 wurde die Werbung für die beiden Limonaden zusammengefasst, sie gipfelt heute in dem populären chilenischen Marketingspruch von der „Welt von Bilz und Pap“ („El mundo de Bilz y Pap“), einer Fantasiewelt, die von zwei extraterrestrischen Figuren, dem roten Bily Bilz und dem gelben Maik Pap (Bily y Maik), verkörpert wird.
Das Unternehmen, das auch die Abfüll-Lizenz für Pepsi in Chile hält, vertreibt inzwischen auch die Diätsorten Bilz leicht und Pap leicht, darüber hinaus als dritte Sorte Kem mit Ananasgeschmack.